# Devin Haney
Devin Miles Haney (São Francisco, 17 de novembro de 1998) é um norte-americano boxeador profissional. Ele conquistou múltiplos campeonatos mundiais em duas categorias de peso, incluindo o campeonato indiscutível peso leve de 2022 a 2023, e o título peso super leve do Conselho Mundial de Boxe (WBC) de 2023 a 2024.

## Primeiros anos
Haney nasceu em San Francisco e viveu em Oakland, Califórnia, durante sua infância, mas mudou-se para Las Vegas com seu pai, Bill Haney, aos 14 anos. Ele começou a praticar boxe aos sete anos de idade e é muçulmano praticante.

## Carreira profissional
Em 2 de fevereiro de 2018, Haney estava programado para lutar contra Harmonito Dela Torre em um combate de abertura de oito rounds. Dela Torre enfrentou problemas para obter um visto de viagem e, consequentemente, retirou-se da luta. Incapazes de encontrar um oponente substituto, a data foi cancelada.
Em 11 de janeiro de 2019, Haney dominou um oponente muito difícil, Xolisani Ndongeni, rumo a uma vitória por decisão unânime em 10 rounds. Em 25 de maio de 2019, ele derrotou Antonio Moran com um nocaute brutal no sétimo round, em sua primeira luta sob a bandeira da Matchroom. Em 13 de setembro de 2019, Haney derrotou Zaur Abdullaev (11-0) para conquistar o título interino peso leve do WBC.

### Campeão peso leve WBC
Em outubro de 2019, Haney tornou-se campeão peso leve do WBC após ser elevado ao posto, uma vez que o então campeão peso leve do WBC, Vasiliy Lomachenko, foi promovido a "Franchise Champion" pelo WBC.

#### Haney vs. Santiago
No card principal de KSI vs. Logan Paul II em novembro de 2019, Haney fez sua primeira defesa de título contra Alfredo Santiago (12-0) e venceu por decisão unânime. Ele se machucou no ombro durante a luta, necessitando de cirurgia que o deixaria fora até o verão de 2020. Ele manteve o título de "campeão em recessão".

#### Haney x Gamboa
Em 2 de outubro de 2020, foi revelado que Haney faria a segunda defesa de seu título leve do WBC contra o veterano de 39 anos e ex-campeão peso pena Yuriorkis Gamboa, em 7 de novembro de 2020. A luta foi realizada no Hard Rock Live em Hollywood, Flórida, e transmitida pelo DAZN. A maioria dos membros da mídia previu uma vitória fácil para o campeão reinante, o que foi refletido nas apostas, com a maioria dos apostadores colocando Haney como favorito. Haney venceu a luta por uma decisão unânime dominante, com dois juízes concedendo a ele todos os rounds da luta, enquanto o terceiro juiz marcou 118-109 a favor de Haney. Gamboa teve um ponto deduzido no décimo primeiro round por agarrar. Haney conectou 133 golpes totais contra 84 de Gamboa, e 82 golpes de potência contra 63.

#### Haney vs. Linares
Em uma luta vista por muitos como o maior desafio da carreira de Haney até agora, ele fez a terceira defesa de seu título leve do WBC contra o veterano de 36 anos e ex-campeão mundial em três categorias de peso, Jorge Linares, em 29 de maio de 2021. Ele venceu por decisão unânime com os juízes marcando a luta em 116-112, 116-112, 115-113 a seu favor. Haney controlou a maior parte da luta, mas foi ferido quando Linares o pegou com uma poderosa combinação de direita e esquerda no final do décimo round. Haney sobreviveu aos dois rounds finais principalmente amarrando Linares e anulando as tentativas de seu oponente de se engajar com ele. A multidão expressou sua insatisfação com o que perceberam como excessiva amarração vaiando Haney quando ele pulou nas cordas em celebração imediatamente após o final da luta, além de vaiar durante o anúncio da decisão oficial.

#### Haney vs. Diaz
Joseph Diaz estava programado para defender seu título interino peso leve do WBC contra Ryan García em 27 de novembro de 2021, até que García se retirou da luta devido a uma lesão na mão. Isso levou a uma troca de mensagens nas redes sociais entre Haney e Diaz, culminando em um anúncio oficial em 3 de novembro de que Diaz agora desafiaria pelo título mundial completo de Haney em 4 de dezembro, em vez de defender seu título interino contra García. Na noite da luta, Haney derrotou Diaz por decisão unânime com placares de 117-111, 117-111, 116-112 a seu favor. Após a luta, o vencedor anunciou seu desejo de enfrentar o campeão unificado George Kambosos Jr. por todos os quatro principais títulos mundiais na divisão peso leve, declarando: "Vamos fazer isso por todos os cinturões. O verdadeiro indiscutível."

### Campeão indiscutível dos leves

#### Haney vs. Kambosos Jr.
Em frente a um público esgotado em Melbourne, Austrália, em junho de 2022, Haney derrotou George Kambosos Jr. ao pontuar e dominar o lutador australiano para se tornar o primeiro campeão indiscutível peso leve na era dos quatro cinturões. Os juízes marcaram a luta em 116-112, 116-112, 118-110, todos a favor de Haney. O acordo para a luta incluía uma cláusula de revanche automática que Kambosos exercitou, com a revanche ocorrendo em outubro de 2022 na Austrália.

#### Haney x Kambosos Jr. II
Devin Haney e George Kambosos Jr. se enfrentaram na revanche no Rod Laver Arena em Melbourne, Austrália, em 16 de outubro de 2022. Haney derrotou Kambosos por decisão unânime com placares de 118-110 (duas vezes) e 119-109.

#### Haney vs. Lomachenko
Em 29 de março de 2023, foi confirmado que Haney faria a segunda defesa de seus títulos indiscutíveis peso leve contra o veterano de 35 anos e ex-campeão unificado peso leve, Vasiliy Lomachenko, em 20 de maio de 2023, no MGM Grand Garden Arena em Paradise, Nevada, EUA.
Com Lomachenko entrando como azarão pela primeira vez em sua carreira, grande parte da luta foi disputada de forma acirrada, com ambos os homens encontrando sucesso. Lomachenko marcou com combinações limpas na cabeça, enquanto Haney contragolpeou consistentemente com golpes sólidos no corpo. No final da luta, Lomachenko se tornou cada vez mais dominante, encontrando sucesso particular nos rounds 10 e 11. No entanto, Haney se recuperou e venceu o último round em todos os cartões dos juízes.
Haney venceu a luta por uma decisão controversa. No entanto, a decisão foi muito contestada, já que muitos espectadores sentiram que Lomachenko havia feito o suficiente para vencer, incluindo os boxeadores Shakur Stevenson e Jorge Linares, que previram anteriormente uma vitória de Haney. O cartão de pontuação do juiz Dave Moretti, dando o décimo round para Haney apesar de Lomachenko ter dominado aquele round, foi fortemente criticado. Outros argumentaram que, como a luta foi equilibrada, um resultado estreito para Haney não era injustificado. As estatísticas de socos da CompuBox sugeriram que Haney havia acertado 110 de 405 socos lançados (27%), enquanto Lomachenko acertou 124 de 564 (22%), com ambos os boxeadores superando o outro em cinco rounds cada, e os outros dois rounds sendo empates. Lomachenko acreditava que havia vencido e sua equipe subsequentemente declarou que entraria com um recurso em relação ao resultado. Haney, por sua vez, elogiou Lomachenko, chamando-o de seu adversário mais difícil até agora.
Independentemente do resultado, a luta e as performances de ambos foram amplamente elogiadas. Foi descrita por várias fontes como "empolgante", com a exibição de Lomachenko contra um oponente substancialmente mais jovem e maior sendo muito elogiada. Depois, Haney foi multado em US$25,000 por empurrar violentamente Lomachenko durante a cerimônia de pesagem.

##### Controvérsia
Em abril de 2020, Haney afirmou que poderia vencer o campeão unificado peso-leve, Vasiliy Lomachenko, durante uma entrevista com o 78SportsTV. Quando perguntado se iria "acabar com a hype de Loma", Haney disse: "Eu te digo isso. Eu nunca vou perder para um garoto branco na minha vida. Eu não ligo para o que ninguém tem a dizer. Lute contra um garoto branco 10 vezes, eu vou vencê-lo 10 vezes." Haney foi criticado pelo comentário. Após a luta, Haney anunciou no Twitter: "Eu não sou racista e nunca serei racista. Estou perseguindo a grandeza." Ele também disse que conversou com o presidente do WBC, Mauricio Sulaimán, e "confirmei diretamente a ele meu compromisso de ser um modelo e minha absoluta rejeição à discriminação de qualquer tipo." Os comentários de Haney foram comparados à declaração de Bernard Hopkins de que "nunca deixaria um garoto branco me vencer" antes de sua derrota para Joe Calzaghe.

### Campeão superleve do WBC

#### Haney vs. Prograis
Em 9 de dezembro de 2023, no quase lotado Chase Center em San Francisco, Califórnia, Haney subiu de categoria de peso e desafiou Regis Prograis, de 35 anos, pelo título super leve do WBC.
Apesar de ser sua primeira luta na categoria super leve, Haney dominou Prograis do início ao fim, vencendo todas as rodadas em todos os cartões dos três juízes e conseguindo um knockdown no terceiro round com um cruzado de direita. Haney ainda balançou Prograis várias vezes nos rounds intermediários, mas pareceu relutante em buscar o nocaute, preferindo confiar na sua fórmula vencedora de atacar e recuar. Prograis, que sofreu um corte sobre o nariz e inchaço ao redor do olho, não teve respostas para Haney, acertando apenas 36 golpes contra os 129 de Haney, de acordo com o CompuBox.
Todos os três juízes pontuaram a luta como 120-107, concedendo a vitória para Haney, que adicionou mais um cinturão ao seu currículo ao se tornar campeão mundial em duas categorias de peso aos 25 anos.

#### Haney vs. Garcia
Haney vs Ryan Garcia estava marcado para 20 de abril de 2024, no Brooklyn, valendo o título super leve do WBC. Dois dias antes da luta, Garcia concordou com uma aposta com Haney: ele pagaria $500,000 por libra excedida caso ultrapassasse o limite de peso. Garcia pesou 143.2 libras na pesagem, o que transformou a luta em uma luta sem título e resultou na perda de até $600,000 de sua bolsa para Haney.
Haney foi derrubado três vezes por Garcia durante a luta de 12 rounds e perdeu por decisão majoritária. Um juiz pontuou a luta em 112-112, mas foi sobreposto por placares de 114-110 e 115-109 para Garcia. Segundo o CompuBox, Garcia superou Haney em total de golpes conectados (106-87) e em golpes de potência (95-45). Em 20 de junho, a luta foi alterada para sem resultado (no contest), e Garcia foi multado em US$1,1 milhão e suspenso por um ano devido ao uso de Ostarine, após aceitar um acordo ao invés de levar o caso a julgamento.

#### Campeão Mundial em Recesso da WBC
Em 24 de junho de 2024, foi anunciado que Devin Haney solicitou à WBC o status de "Campeão em Receso". A WBC aprovou unanimemente o seu pedido.

## Recorde do boxe profissional
| No. | Resultado | Recorde  | Oponente                   | Tipo | Round, tempo | Data                    | Local                                                            | Notas |
| --- | --------- | -------- | -------------------------- | ---- | ------------ | ----------------------- | ---------------------------------------------------------------- | --- |
| 32  | NC        | 31–0 (1) | Ryan Garcia                | MD   | 12           | Apr 20, 2024            | Barclays Center, Brooklyn, New York, U.S.                        | O título super leve do WBC não estava em jogo pois Garcia não bateu o peso; Originalmente vitória por MD para Garcia, posteriormente alterada para sem resultado (NC) após ele falhar em um teste antidoping. |
| 31  | Win       | 31–0     | Regis Prograis             | UD   | 12           | Dec 9, 2023             | Chase Center, San Francisco, California, U.S.                    | Ganhou o cinturão Super Leve da WBC |
| 30  | Win       | 30–0     | Vasiliy Lomachenko         | UD   | 12           | May 20, 2023            | MGM Grand Garden Arena, Paradise, Nevada, U.S.                   | Manteve os cinturão. |
| 29  | Win       | 29–0     | George Kambosos Jr.        | UD   | 12           | Oct 16, 2022            | Rod Laver Arena, Melbourne, Australia                            | Manteve os cinturão. |
| 28  | Win       | 28–0     | George Kambosos Jr.        | UD   | 12           | Jun 5, 2022             | Docklands Stadium, Melbourne, Australia                          | Manteve o cinturão da WBC title; Ganhou os títulos da WBA, IBF, WBO e da The Ring |
| 27  | Win       | 27–0     | Joseph Diaz Jr.            | UD   | 12           | Dec 4, 2021             | MGM Grand Garden Arena, Paradise, Nevada, U.S.                   | Manteve o cinturão. |
| 26  | Win       | 26–0     | Jorge Linares              | UD   | 12           | May 29, 2021            | Michelob Ultra Arena, Paradise, Nevada, U.S.                     | Manteve o cinturão. |
| 25  | Win       | 25–0     | Yuriorkis Gamboa           | UD   | 12           | 7 de novembro de 2020   | Hard Rock Live, Hollywood, Florida, U.S.                         | Manteve o cinturão. |
| 24  | Win       | 24–0     | Alfredo Santiago           | UD   | 12           | 9 de novembro de 2019   | Staples Center, Los Angeles, California, U.S.                    | Manteve o cinturão. |
| 23  | Win       | 23–0     | Zaur Abdullaev             | RTD  | 4 (12), 3:00 | 13 de setembro de 2019  | Hulu Theater, New York City, New York, U.S.                      | |
| 22  | Win       | 22–0     | Antonio Moran              | KO   | 7 (12), 2:32 | 25 de maio de 2019      | MGM National Harbor, Oxon Hill, Maryland, U.S.                   | Manteve o título da WBC e da WBO Ganhou o título vago da WBA International |
| 21  | Win       | 21–0     | Xolisani Ndongeni          | UD   | 10           | 11 de janeiro de 2019   | StageWorks, Shreveport, Louisiana, U.S.                          | Ganhou o título vago da WBC International e da WBO Inter-Continental |
| 20  | Win       | 20–0     | Juan Carlos Burgos         | UD   | 10           | 28 de setembro de 2018  | Pechanga Resort & Casino, Temecula, California, U.S.             | Ganhou o título vago da North American IBF |
| 19  | Win       | 19–0     | Mason Menard               | RTD  | 9 (10), 3:00 | 11 de maio de 2018      | 2300 Arena, Philadelphia, Pennsylvania, U.S.                     | Ganhou o título vago da USBA |
| 18  | Win       | 18–0     | Hamza Sempewo              | TKO  | 5 (6), 1:39  | 4 de novembro de 2017   | Buckhead Fight Club, Atlanta, Georgia, U.S.                      | |
| 17  | Win       | 17–0     | Enrique Tinoco             | UD   | 8            | 22 de setembro de 2017  | SugarHouse Casino, Philadelphia, Pennsylvania, U.S.              | |
| 16  | Win       | 16–0     | Miguel Angel Perez Aispuro | KO   | 5 (8), 1:51  | 24 de junho de 2017     | Agua Caliente Casino Resort Spa, Rancho Mirage, California, U.S. | |
| 15  | Win       | 15–0     | Hector Garcia              | UD   | 8            | 15 de abril de 2017     | Salon Sindicato Alba Roja, Tijuana, Mexico                       | |
| 14  | Win       | 14–0     | Maximino Toala             | TKO  | 4 (10), 1:34 | 4 de março de 2017      | Salon Sindicato Alba Roja, Tijuana, Mexico                       | |
| 13  | Win       | 13–0     | Daniel Armando Valenzuela  | KO   | 2 (8), 0:56  | 28 de janeiro de 2017   | AS Boxing Arena, Tijuana, Mexico                                 | |
| 12  | Win       | 12–0     | Odilon Rivera Meza         | TKO  | 1 (8), 1:49  | 12 de janeiro de 2017   | Escape Bar, Tijuana, Mexico                                      | |
| 11  | Win       | 11–0     | Carlos Antonio Avila       | TKO  | 5 (6), 1:45  | 21 de outubro de 2016   | Grand Hotel, Tijuana, Mexico                                     | |
| 10  | Win       | 10–0     | Mike Fowler                | TKO  | 5 (6), 1:19  | 15 de setembro de 2016  | 2300 Arena, Philadelphia, Pennsylvania, U.S.                     | |
| 9   | Win       | 9–0      | Carlos Castillo            | UD   | 6            | 27 de agosto de 2016    | The Meadows Racetrack and Casino, Washington, Pensilvânia U.S.   | |
| 8   | Win       | 8–0      | Javier Meraz               | TKO  | 2 (6), 1:45  | 12 de agosto de 2016    | Grand Hotel, Tijuana, Mexico                                     | |
| 7   | Win       | 7–0      | Clay Burns                 | UD   | 6            | 25 de junho de 2016     | Belle of Baton Rouge, Baton Rouge, Louisiana, U.S.               | |
| 6   | Win       | 6–0      | Jairo Fernandez Vargas     | TKO  | 4 (6), 1:34  | 21 de maio de 2016      | Downtown Las Vegas Event Center, Las Vegas, Nevada, U.S.         | |
| 5   | Win       | 5–0      | Rafael Vazquez             | UD   | 4            | 9 de abril de 2016      | MGM Grand Garden Arena, Paradise, Nevada, U.S.                   | |
| 4   | Win       | 4–0      | Roman Melendez             | TKO  | 1 (6), 2:26  | 19 de março de 2016     | Billar El Perro Salado, Tijuana, Mexico                          | |
| 3   | Win       | 3–0      | Jorge Edgar Sillas         | UD   | 6            | 20 de fevereiro de 2016 | Billar El Perro Salado, Tijuana, Mexico                          | |
| 2   | Win       | 2–0      | Jose Iniguez               | TKO  | 1 (4), 1:36  | 18 de Dezembro de 2015  | Billar El Perro Salado, Tijuana, Mexico                          | |
| 1   | Win       | 1–0      | Gonzalo Lopez              | TKO  | 1 (4), 0:33  | 11 de Dezembro de 2015  | Billar El Perro Salado, Tijuana, Mexico                          | |

## Lutas pay-per-view
| Não. | Data                  | Lutar                | Compra  | Rede | Receita        |
| ---- | --------------------- | -------------------- | ------- | ---- | -------------- |
| 1    | 20 de maio de 2023    | Haney vs. Lomachenko | 150.000 | ESPN | US$ 9.000.000  |
| 2    | 9 de Dezembro de 2023 | Haney vs. Prograis   | 55.000  | DAZN | US$ 3.450.000  |
| 3    | 20 de Abril de 2024   | Haney vs. Garcia     | -       | DAZN | -              |
|      | Vendas totais         | Vendas totais        | 205.000 |      | US$ 12.450.000 |